# The Motor City Machine Guns
The Motor City Machineguns is een professioneel worstel tag team die bestaat uit Chris Sabin en Alex Shelley. Ze worstelen samen voor Impact Wrestling (voorheen bekend als TNA iMPACT!).

## In worstelen
- Aanval en kenmerkende bewegingen
  - ASCS Rush
  - Click Click Boom (Powerbomb door Sabin / Double knee backbreaker door Shelley combinatie)
  - Double superkick
  - Made in Detroit (Sitout powerbomb (Sabin) / Shiranui (Shelley) combinatie)
  - Aided dropkick
  - Bullet Point (Baseball slide (Shelley) gevolgd door een Hesitation Dropkick (Sabin) combinatie)
  - Doomsday dropkick
  - Double and stereo enzuigiris to one or two opponents respectively
  - Kneeling side slam door Sabin gevolgd door een frog splash door Shelley
  - Running arched big boot (Sabin) / enzuigiri (Shelley) combinatie
  - Spinning leg sweep (Sabin) / Spinning wheel kick (Shelley) combinatie
  - Thunder Express (Inverted sitout side powerslam by Shelley into a running cutter by Sabin)
- Manager
  - Kevin Nash

## Prestaties
- All American Wrestling
  - AAW Tag Team Championship (1 keer)
- Pro Wrestling Illustrated
  - PWI Tag Team of the Year (2010)
- Pro Wrestling ZERO1-MAX
  - ZERO-1 MAX International Lightweight Tag Team Championship (1 keer)
- New Japan Pro Wrestling
  - IWGP Junior Heavyweight Tag Team Championship (1 keer)
- Impact Wrestling
  - Impact World Tag Team Champions (2 keer)
  - Tag Team of the Year (2007)